# Stenkyrka distrikt, Bohuslän
Stenkyrka distrikt är ett distrikt i Tjörns kommun och Västra Götalands län. 
Distriktet ligger på centrala Tjörn. 

## Tidigare administrativ tillhörighet
Distriktet inrättades 2016 och utgörs av socknen Stenkyrka i Tjörns kommun.
Området motsvarar den omfattning Stenkyrka församling hade vid årsskiftet 1999/2000.